# Knurów
Knurów (niem. Knurow, dawniej Knauersdorf) – miasto w południowej Polsce, w województwie śląskim, w powiecie gliwickim.
Knurów jest czwartym co do wielkości (po Rumi, Ząbkach i Markach) miastem niebędącym siedzibą powiatu. Jest jedynym miastem w Polsce niebędącym siedzibą powiatu, którego organem władzy wykonawczej jest prezydent (a nie burmistrz).
W latach 1945–1950 był siedzibą gminy Knurów.

## Geografia

### Położenie
Knurów leży w południowej części Polski, w województwie śląskim, w południowych granicach powiatu gliwickiego. W latach 1975–1998 miasto administracyjnie należało do województwa katowickiego. Położenie miasta w regionie jest korzystne ze względu na bliskie sąsiedztwo z Gliwicami (odległe o 9 km) i Rybnikiem (odległy o 20 km). W administracji kościelnej Knurów należy do metropolii katowickiej.
Knurów usytuowany jest na Wyżynie Śląskiej, w obrębie dwóch mezoregionów, którego część północno-wschodnia należy do Wyżyny Katowickiej, natomiast część południowo-zachodnia do Płaskowyżu Rybnickiego. Miasto należy do Górnośląskiego Okręgu Przemysłowego. Graniczy z pięcioma gminami: od północy z miastem Gliwice, od wschodu – z gminą Gierałtowice, od południowego wschodu i południa z miastem i gminą Czerwionka-Leszczyny, od zachodu – z gminą Pilchowice.

### Struktura powierzchni
Według danych z roku 2002 Knurów ma obszar 33,95 km², z czego 23% (797 ha) to użytki rolne, a 38% (1288 ha) użytki leśne. Miasto stanowi 5,12% powierzchni powiatu gliwickiego i 0,27% województwa śląskiego.

### Hydrografia
Południowo-zachodnia część miasta umiejscowiona jest w lewym brzegu Bierawki, której jednym z dopływów jest Rów Knurowski. W sąsiedztwie Szczygłowic oraz Parku Krajobrazowego Cysterskie Kompozycje Krajobrazowe Rud Wielkich usytuowany jest Potok Książenicki, Szczygłowicki i Krywałdzki.
Rozwój licznych zalewisk ma aspekt ekologiczny, ponieważ przyczynia się do zachowania ginącej gromady gadów. Największym jeziorem w mieście jest Staw Moczury, o współrzędnych 50°13′N 18°41′E/50,216667 18,683333, mieszczący się w pobliżu Pól Farskich. W Szczygłowicach natomiast zlokalizowany jest Staw Jaskinia.

## Środowisko naturalne

### Rzeźba terenu
Na duże urozmaicenie rzeźby terenu wpływa fakt, że Knurów leży w łagodnej niecce tektonicznej podkarpackiego zapadliska. Powierzchnia miasta nachylona jest zasadniczo w kierunku zachodnim i południowo-zachodnim. Największym wzniesieniem Knurowa jest wzgórze w północno-wschodniej części liczące 265 m n.p.m. Działalność kopalń ma też wpływ na ukształtowanie terenu. Najbardziej widoczne są hałdy w rejonie Szczygłowic. Dużym problemem są zapadliska, bagna i zalewiska bezodpływowe, stawy tworzące się w niektórych miejscach gminy – wszystko to jest efektem osiadania gruntu, spowodowanego eksploatacją węgla kamiennego.

### Fauna i flora
W Knurowie dominują państwowe lasy mieszane, które wchodzą w skład Leśnictwa Zacisze i są zarządzane przez Nadleśnictwo Rybnik. Są one otoczone od strony zachodniej Nadleśnictwem Rudy Raciborskie, od północy Nadleśnictwem Brynek i Rudziniec, od wschodu Nadleśnictwem Kobiór i Pszczyna, zaś od południowego wschodu Nadleśnictwem Ustroń. Całość wchodzi w skład Regionalnej Dyrekcji Lasów Państwowych w Katowicach. Lasy iglaste stanowią 61,5%, a liściaste 38,5% ich całkowitej powierzchni. Przeważającymi gatunkami drzew są sosny, świerki, brzozy oraz dęby. W mieście występuje około 250 gatunków synantropijnych. Można tu znaleźć wiele okazów rzadkich i chronionych jak wawrzynek wilczełyko, konwalia majowa, ciemiężyca zielona oraz barwinek pospolity. W Szczygłowicach znajduje się pojedynczy okaz dębu szypułkowego.
Obecnie niektóre tereny Knurowa znajdują się w obrębie Parku Krajobrazowego Cysterskie Kompozycje Krajobrazowe Rud Wielkich. W rejonie górnego i dolnego odcinka Potoku Książenickiego znajdują się uroczyska, mokradła, łąki i rozlewiska wodne.
Gatunki zwierząt występujące w mieście:
- ssaki: jeleń, sarna, dzik, lis, wiewiórka, zając; pod ochroną: jeż zachodni i kret
- ptactwo: bażant, kuropatwa, myszołów zwyczajny, jastrząb gołębiarz, sokół, pustułka, sowa, uszatka, gawron, sroka, wrona siwa, sójka, gołąb, bocian biały, dzięcioł, szpak, drozd, kos, kawka, sikorka, jaskółka, kukułka, wilga, szczygieł, gil, zięba, trznadel, drozd, kos
- ryby: lin, karaś, szczupak, okoń, płoć
- płazy i gady: pod ochroną: ropucha, żaba; zaskroniec, żmija zygzakowata

### Ochrona środowiska
Według raportu Światowej Organizacji Zdrowia w 2016 roku Knurów został sklasyfikowany jako siedemnaste najbardziej zanieczyszczone miasto Unii Europejskiej.

## Nazwa
W 1295 w kronice łacińskiej Liber fundationis episcopatus Vratislaviensis miejscowość wymieniona jest jako Knauersdorf lub Cnurowicz. Topograficzny opis Górnego Śląska z 1865 roku notuje miejscowość pod nazwą Knurrow.

## Historia

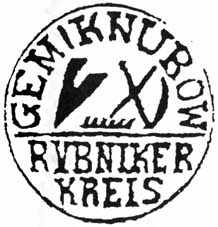
Knurów – Pieczęć gminy sprzed powstań śląskich

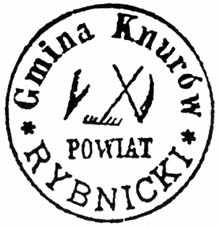
Knurów – Pieczęć gminy z okresu międzywojennego

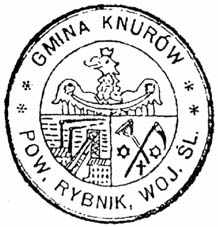
Knurów – Pieczęć gminy z okresu powojennego

Pierwsze wzmianki o Knurowie pochodzą z „Księgi uposażeń biskupstwa wrocławskiego” założonej ok. 1295 roku. Z najstarszych dokumentów z 1305 i 1447 roku dowiadujemy się, że okolica Knurowa terytorialnie należała do ziemi gliwickiej, pierwotnie Królestwa Polskiego, następnie Królestwa Czech, a później austriackiej Monarchii Habsburgów.

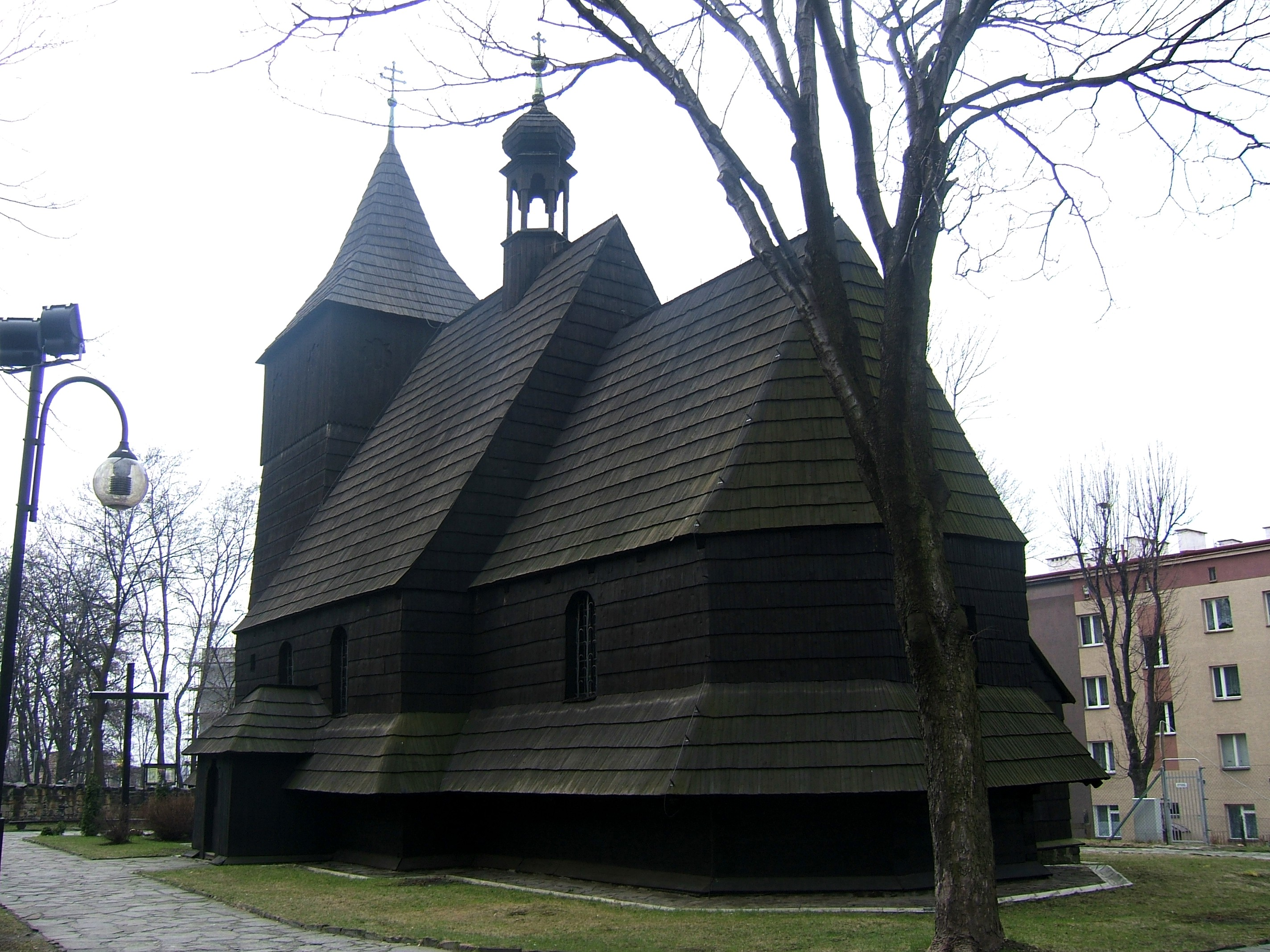
Drewniany kościół św. Wawrzyńca z XVI wieku, przeniesiony w 1935 r. z Knurowa do Chorzowa

Jednym z najstarszych obiektów w mieście jest XVI-wieczny drewniany kościół pw. św. Wawrzyńca (znajdujący się obecnie w Chorzowie). Na oryginalny wystrój kościółka składały się między innymi cenne rzeźby św. Anny Samotrzeciej, św. Wawrzyńca oraz Pięknej Madonny z Knurowa pochodzące z XV wieku. Szczególnie ta ostatnia, powstała około 1420 roku, jest obok Madonny z Krużlowej jedną z najwspanialszych w Polsce rzeźb przedstawiających średniowieczne Madonny. Obecnie wszystkie knurowskie figury można podziwiać w Muzeum Archidiecezjalnym w Katowicach. Z roku 1655 pochodzą dzwony kościelne wykonane w ludwisarni z Lotaryngii.
Zasadnicze zmiany w historii miejscowości przyniósł wiek XIX, związany z procesem industrializacji. Knurów z osady typowo wiejskiej przekształcił się w ośrodek przemysłowy. Dotychczasowa zabudowa siedliskowa wzbogacona została nowymi obiektami. Na ich tle wyróżniał się wybudowany w poł. XIX wieku na terenie dóbr rycerskich dwór wraz ze stawem. Obecnie mieści się w nim siedziba NOT i Izby Tradycji KWK Knurów przy ul. Dworcowej. Dynamiczny rozwój górnictwa i rosnące zapotrzebowanie na materiał strzelniczy przyczynił się do powstania w 1875 r. pierwszej fabryki – prochowni na Krywałdzie. Obecnie jedynymi śladami po dawnej świetności zakładu funkcjonującego przez ponad 120 lat pod nazwą Lignose, a później Krywałd ERG jest okazały budynek dyrekcji, neogotycka kapliczka św. Barbary przy ul. Zwycięstwa oraz kościół parafialny pw. św. Antoniego, który mieści się w budynku dawnej cechowni.
W 1865 roku miejscowość należała do porucznika Paczyńskiego. W połowie XIX wieku dominowała w niej ludność polskojęzyczna. Topograficzny opis Górnego Śląska z 1865 roku notuje stosunki ludnościowe na terenie wsi – „Es leben hier in 143 Haushaltungen 776 polnisch Sprechende(...).”, czyli w tłumaczeniu na język polski „Żyje tu w 143 gospodarstwach domowych 776 ludzi mówiących po polsku(...)”.
Gwałtowny rozwój Knurowa przypada na przełom XIX i XX wieku, kiedy to w wyniku odkrycia bogatych złóż węgla kamiennego podjęto decyzję o budowie koksowni oraz kopalni. Dzięki temu w latach 1900–1921 w północno-wschodniej części Knurowa powstały cztery kolonie dla urzędników i robotników. Są to przykłady tzw. osiedli patronackich, wznoszonych w sąsiedztwie macierzystych zakładów pracy. Twórcą i projektantem knurowskich kolonii był światowej sławy urbanista Karl Henrici. Zespoły te odznaczały się regularnością i geometrycznością układu. Do dziś obiekty te zresztą zachowały swój odrębny charakter od reszty miasta wyróżniając się cechami wiejskiej zabudowy z dużą ilością zieleni. Typowym tego przykładem jest np.: III Kolonia w rejonie ul. Dworcowej, Słoniny i sąsiednich. Poza domami mieszkalnymi sukcesywnie rozbudowano infrastrukturę towarzyszącą. Uruchomiono w 1908 roku pierwszą linię kolejową, w 1912 roku powstał jeden z najbardziej charakterystycznych budynków – Lecznica Spółki Brackiej (obecnie szpital miejski przy ul. Niepodległości). W rejonie ulic Niepodległości i 1 Maja wzniesiono kilkanaście, w większości modernistycznych kamienic, w latach 1928–1929 wybudowano także ratusz miejski. W pobliżu ul. Dworcowej warto ponadto zwrócić uwagę na odnowioną kapliczkę św. Jana Nepomucena ufundowaną w 1919 roku oraz kościół pw. śś. Cyryla i Metodego z oryginalnymi wystrojem projektu Henryka Burzca – rzeźbiarza z Zakopanego.
Po I wojnie światowej, w latach 1919–1921, wielu mieszkańców Knurowa wzięło udział w powstaniach śląskich mających na celu przyłączenie chociaż części Górnego Śląska do odrodzonej Polski, a także, aby miejscami zakończyć okres niemieckiego terroru. W plebiscycie w 1921 roku większość mieszkańców Knurowa (oraz obecnych knurowskich dzielnic Szczygłowic i Krywałdu, a ówcześnie osobnych miejscowości) głosowała za przyłączeniem do państwa polskiego, ale pozostawała proniemiecka mniejszość. Po ukształtowaniu się granicy na Górnym Śląsku w 1921 roku, Knurów, Szczygłowice i Krywałd znalazły się w granicach Polski już w 1922 roku. Od tej pory Knurów wchodził w skład Polski, ale stał się miejscowością graniczną, gdyż w pobliżu przebiegała granica z Niemcami. W 1922 roku do Knurowa, i jego obecnych dzielnic, wkroczyło Wojsko Polskie z radością witane przez znaczną część mieszkańców. W okresie międzywojennym Knurów przybrał nieco miejskiego charakteru, szczególnie po wybudowaniu ratusza miejskiego w latach 1928–1929, mimo braku praw miejskich, jednak sama miejscowości liczyła tylko kilka tysięcy mieszkańców i jej gwałtowny rozwój nastąpił dopiero po wojnie wraz z napływem ludności z innych regionów Polski oraz rozbudową osiedli i przemysłu.
II wojna światowa dotarła do miasta już 1 września 1939 roku o godz. 5.00, kiedy to oddziały niemieckie przekroczyły granicę polską od strony Szywałdu (obecnie gliwicki Bojków) i zajęły Knurów broniony przez byłych powstańców śląskich. Od strony Nieborowic, Niemcy wkroczyli do Krywałdu i Szczygłowic. Granicy Polski na odcinku knurowskim bronił II batalion OOP. I i II kompanią dowodzili bracia Ryszard i Feliks Michalscy. Samoloty niemieckie ostrzelały m.in. kościół i teren fabryki „Lignoza” w Krywałdzie. Zginęło czterech polskich żołnierzy, w tym dowódca Feliks Michalski, którego pomnik można podziwiać przy Miejskiej Szkole Podstawowej nr 3 przy ul. Michalskiego. W czasie wojny wiele propolskich działaczy i dawnych powstańców zostało wydanych okupantowi niemieckiemu na karę śmierci przez miejscowych Niemców (niemieckich konfidentów, folksdojczów).
Knurów został zdobyty 26 stycznia 1945 roku i tego dnia zakończyła się okupacja niemiecka. Natomiast w 1951 roku otrzymał prawa miejskie.
Okres powojenny przynosi miastu dalszy rozwój związany z rozbudową przemysłu, uruchomieniem w 1961 w Szczygłowicach drugiej kopalni oraz tworzeniem nowych osiedli mieszkaniowych, w związku z czym do Knurowa i jego dzielnic nastąpił masowy napływ ludności z całej Polski, podobnie jak do innych miejscowości Górnego Śląska, którzy dostawali pracę w miejscowych kopalniach i mieszkania w nowo zbudowanych osiedlach.
Dla rozwoju miasta ważna datą był 8 marca 1990 roku, kiedy to ustawą o samorządzie gminnym reaktywowano polską samorządność. Jest to bezsprzecznie jedno z największych osiągnięć zmiany ustrojowej po 1989 roku. Istotą samorządu terytorialnego jest budowanie wspólnoty i tworzenie mechanizmów współdecydowania o najważniejszych sprawach dotyczących mieszkańców. Dzięki temu, Knurów na przestrzeni ostatnich 30 lat zmienił swój charakter z typowego ośrodka przemysłowego w miasto o zrównoważonym rozwoju z wieloma nowoczesnymi i funkcjonalnymi rozwiązaniami w zakresie infrastruktury ochrony środowiska, układu drogowego, obiektami edukacyjnymi, sportowo-rekreacyjnymi oraz nowymi dzielnicami mieszkaniowymi z zabudową jedno- i wielorodzinną.

## Zabytki

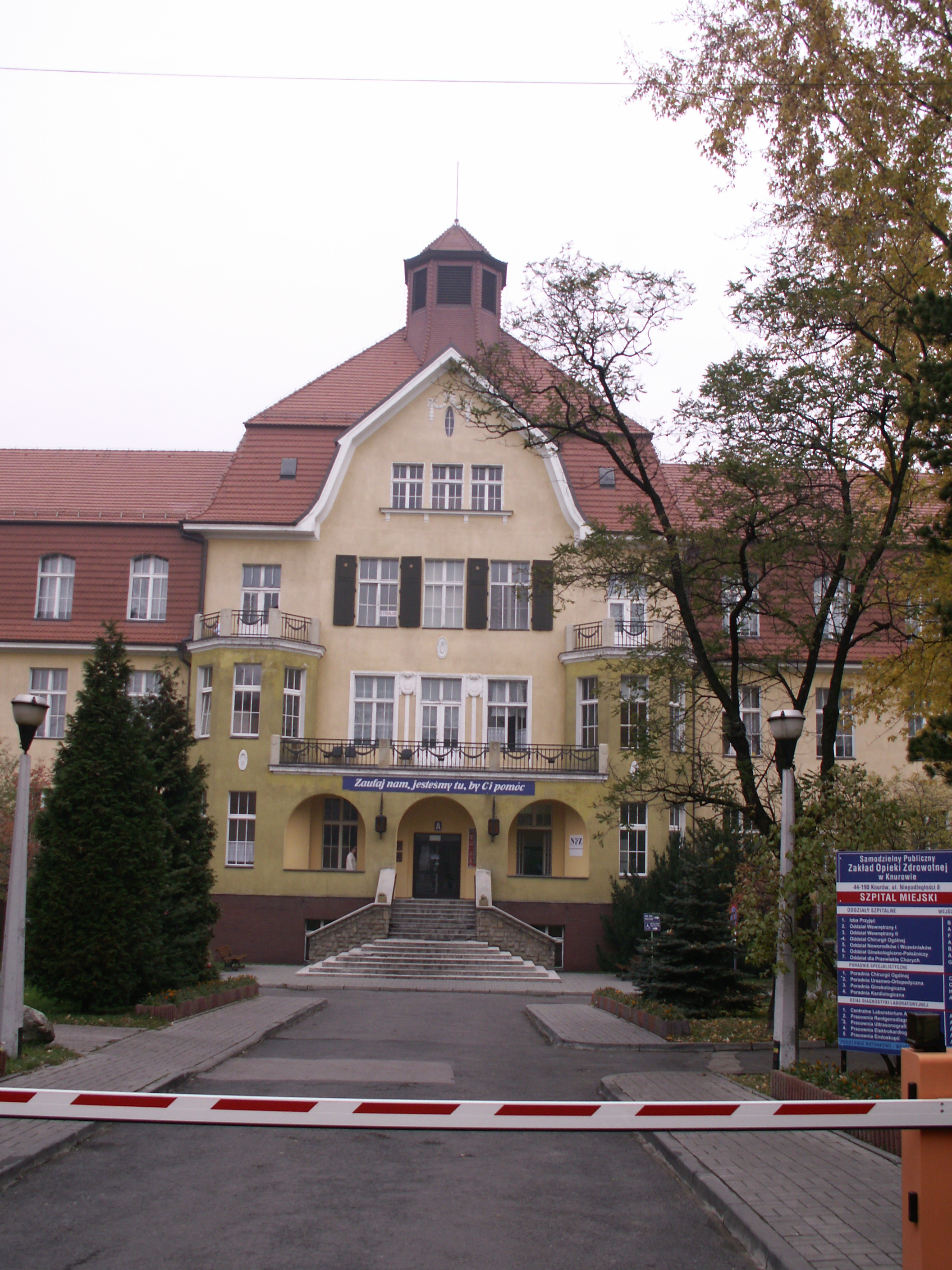
Szpital miejski (2007)

Miasto nie posiada obiektów zabytkowych wpisanych do rejestru zabytków Wojewódzkiego Konserwatora Zabytków, natomiast posiada obiekty znajdujące się pod ochroną konserwatorską.
Do najważniejszych zabytków należą:
- Krywałd
  - Przydrożna Kaplica św. Barbary z 1889 roku

- Kolonie
  - III Kolonia – jedno z większych zachowanych osiedli robotniczych na Górnym Śląsku[14], wzniesione według projektu Karla Henriciego[15]
  - Pomnik Powstańców Śląskich
  - Cmentarz zabytkowy z 1945 roku
  - Kapliczka przydrożna Jana Nepomucena z 1919 roku
  - Kościół parafialny śś. Cyryla i Metodego
  - Dawny Dom Kultury, pierwotny hotel z 1905 roku
  - Budynek Dyrekcji KWK Knurów z 1912 roku
  - Dawny dwór z lat 1853/1914, obecnie budynek Izby Tradycji Górniczej
  - Kamienice zwane familokami z 2. połowy XIX wieku i początku XX wieku

- Centrum miasta
  - Ratusz z lat 1925/1929
  - Zespół budynków szpitala miejskiego z 1912 roku

## Symbole miasta

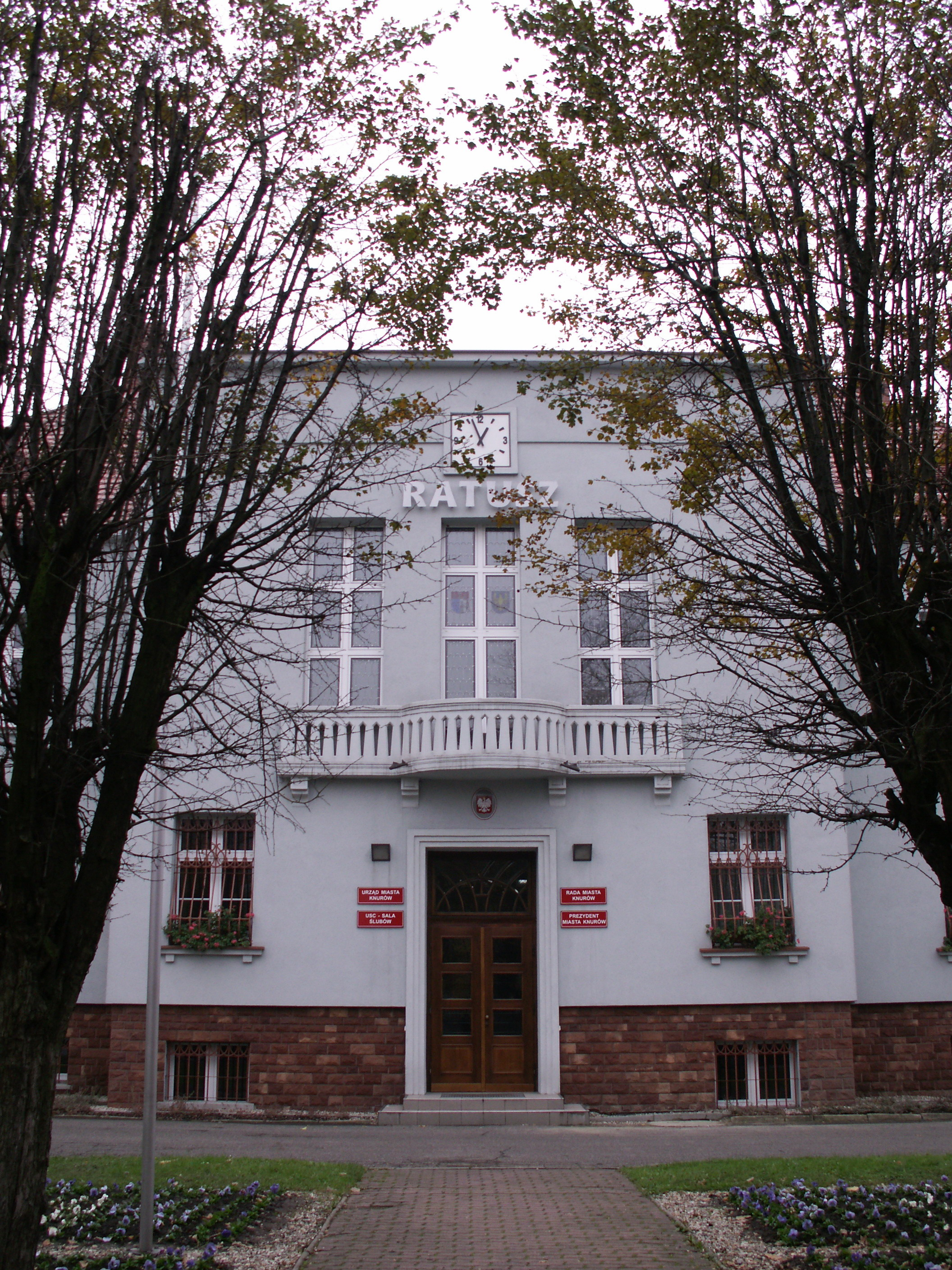
Ratusz Miejski (2007)

Herb KnurowaHerbem Miasta Knurowa jest w tarczy gotyckiej dzielonej na trzy pola; w polu pierwszym, czerwonym, biały orzeł dzielony w pas, ze złotą otwartą koroną na głowie i takimż orężem, zwrócony w prawo; w polu drugim, białym czarna kopalniana wieża wyciągowa, obok dwa budynki fabryczne czarne nakryte czerwonymi spadzistymi dachami z dwoma oknami każdy; w polu trzecim błękitnym są kosa i grabie zwrócone ku górze, po bokach dwie gwiazdy, u dołu krzyż łaciński, wszystko barwy złotej.
Flaga KnurowaFlaga Miasta Knurowa zachowuje proporcje 5 : 8 i składa się z czterech poziomych stref w barwach herbu: biało – czerwono – żółto – błękitnych, zachowujących równe proporcje szerokości stref. Flaga jest dwustronna i lewa strona flagi jest lustrzanym odbiciem strony prawej.
Hejnał KnurowaHejnałem Knurowa jest „Piosenka o moim mieście” – autorami słów są Stefania Grzegorzyca i Henryk Piątek, zaś muzykę napisała Gertruda Spadek. Hejnał zostaje odgrywany codziennie w Ratuszu Miejskim, w samo południe.

## Podział administracyjny
- Dzielnice:
  - Krywałd (przyłączony w 1951)

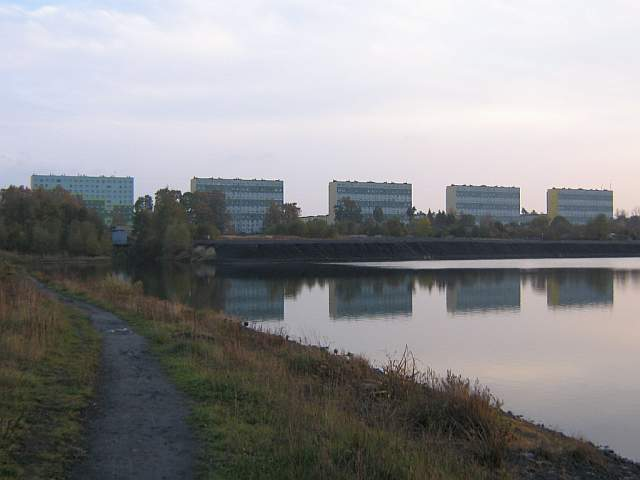
Osiedle Szczygłowice

  - Szczygłowice (przyłączone w 1951)
  - Stary Knurów
  - Knurów

- Osiedla mieszkaniowe:
  - Osiedle 1000-lecia Państwa Polskiego (z lat 1968–1982)
  - Osiedle I Wojska Polskiego (z lat 1975–1985, wcześniej Os. Foch II A, potem 30-lecia PRL)
  - Osiedle II Wojska Polskiego (wznoszone od 1980, pierwotnie Osiedle Ludowego WP)
  - Osiedle Szczygłowice (z lat 1965–1985)
  - Kolonia I, II (1910-1915), III (1906-1921) i IV (1921-1939)
  - Redyna
  - Pola Farskie
  - Domki fińskie (wybudowane w latach 50)

- Główne ulice:
  - Niepodległości (wcześniej Königsstraße, Adolf Hitler Str., Powstańców, bardzo krótko Stalina)
  - Dworcowa (wcześniej Bahnhofstraße)
  - Thomasa W. Wilsona (wcześniej Ludendorffstraße, Dzierżyńskiego)
  - 1 Maja (wcześniej Knurowerwerk)
  - Szpitalna (wcześniej Krankenhausstraße)
  - ks. Alojzego Koziełka (wcześniej Kościelna, Hermann Göring Str., Marchlewskiego)

## Demografia
Knurów jest 26. miastem w województwie śląskim, pod względem liczby mieszkańców (na całkowitą liczbę 71 miast). W Polsce miasto lokuje się na 118. pozycji (na 908 miast w 2013 roku) i zajmuje 294. lokatę pod względem gęstości zaludnienia.
Piramida wieku mieszkańców Knurowa w 2014 roku:

## Gospodarka
Dzięki zasobom środowiska naturalnego, bogatym w złoża węgla koksującego wysokiej jakości, w Knurowie rozwinął się głównie przemysł wydobywczy reprezentowany przez KWK Knurów-Szczygłowice. Ten największy zakład w mieście zatrudnia prawie 6 tysięcy pracowników. Od kilkunastu lat Knurów zmierza jednak do przekształcenia się w ośrodek o zróżnicowanej strukturze gospodarczej. Dobrze rozwinięta jest sieć usług finansowych, dostępnych m.in. w pięciu bankach, agencjach kredytowych oraz Śląskiej Spółdzielczej Kasie Oszczędnościowo-Kredytowej. Jednym z wiodących sektorów gospodarki miasta jest mieszkalnictwo reprezentowane przez dwie spółdzielnie mieszkaniowe, posiadające łącznie przeszło 50% ogólnej liczby zasobów mieszkaniowych. Starszą z nich jest Lokatorsko-Własnościowa Spółdzielnia Mieszkaniowa założona w 1959 roku. Zarządza ona 134 budynkami mieszkalnymi na 5 osiedlach, zrzeszając ponad 6200 członków. Młodsza z nich to spółdzielnia „Knurowianka” założona w 1982 roku, zarządzająca 598 mieszkaniami i zrzeszająca 532 członków. Obie spółdzielnie stale modernizują swoje zasoby, przy czym LWSM zrealizowała inwestycje termomodernizacji z równoczesną likwidacją azbestu na wszystkich zarządzanych przez siebie budynkach mieszkalnych.
Do mocnych stron miasta należy zaliczyć:
- doświadczenie w zakresie inwestycji – do największych należy oddanie do użytku w 2003 roku, przy udziale funduszu Phare 2000, odcinka ulicy Szpitalnej wraz ze skrzyżowaniem z drogą krajową DK-78. W 2004 roku w ramach MTBS sp. z o.o. Tarnowskie Góry wybudowano 120 lokali mieszkaniowych. W 2005 roku, przy współudziale finansowym samorządu województwa śląskiego, wybudowano pierwsze rondo, które usprawniło układ komunikacyjny miasta oraz wpłynęło na poprawę bezpieczeństwa. Oddano także do użytku niemal 3 km odcinek wodociągu zasilającego osiedle oraz kopalnię Szczygłowice, wyremontowano historyczny budynek ratusza miejskiego, kontynuowana jest budowa cmentarza komunalnego. 20 października 2006 roku po gruntownej modernizacji otwarto pływalnię krytą przy ul. Szpitalnej.
- stabilny rynek pracy – zapewniają go dwie kopalnie węgla kamiennego, które pomimo trwającego w Polsce procesu restrukturyzacji przemysłu wydobywczego należą do liderów w swojej branży, posiadając zasoby pozwalające na eksploatację złóż wykraczającą poza 2020 rok.
- uporządkowana gospodarka odpadami komunalnymi – w postaci nowoczesnego ekologicznego składowiska
- spójna i czytelna polityka rozwojowa – Knurów posiada Strategię Rozwoju na lata 2005–2015, Wieloletni Plan Inwestycyjny oraz miejscowy plan zagospodarowania przestrzennego obejmujący powierzchnię gminy w ponad 99%.
- korzystne usytuowanie – Knurów leży przy przecięciu dwóch międzynarodowych autostrad: A4 relacji wschód-zachód oraz A1 relacji północ-południe, jak również w bezpośrednim sąsiedztwie największego portu śródlądowego w Europie (kanał gliwicki łączący Gliwice z rzeką Odrą).
- posiadanie dużego węzła kolejowego w granicach miasta oraz centrum handlowego Stara Cegielnia, centrum handlowego Merkury oraz centrum handlowo-usługowego Planeta.

Zakłady przemysłowe założone w XXI wieku:
- zakłady fińskiej firmy Fortaco, produkcja komponentów stalowych do kabin samochodowych (od 2023)[20].

## Transport

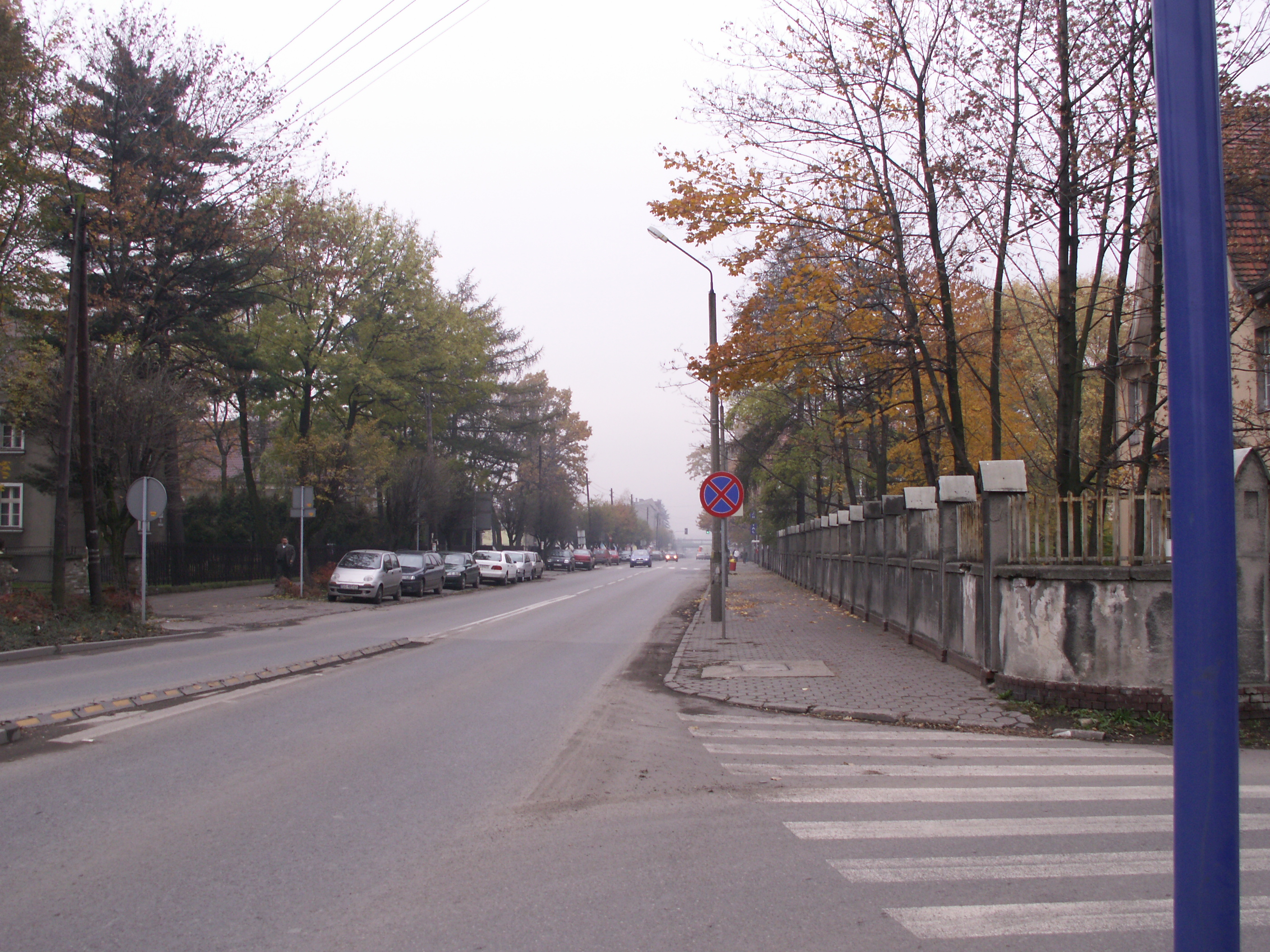
DW nr 921 (ul. Niepodległości)

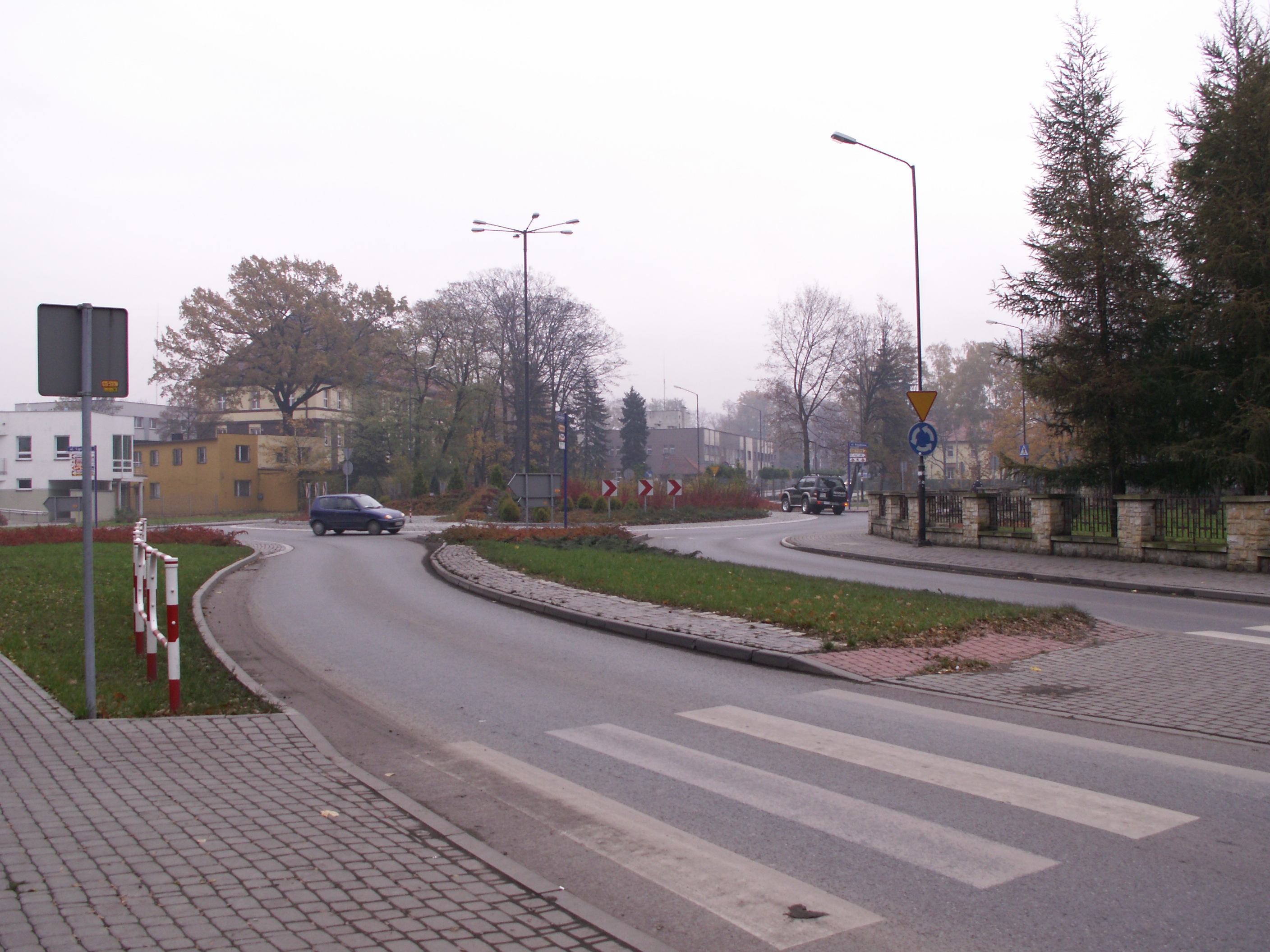
Rondo Jana Pawła II

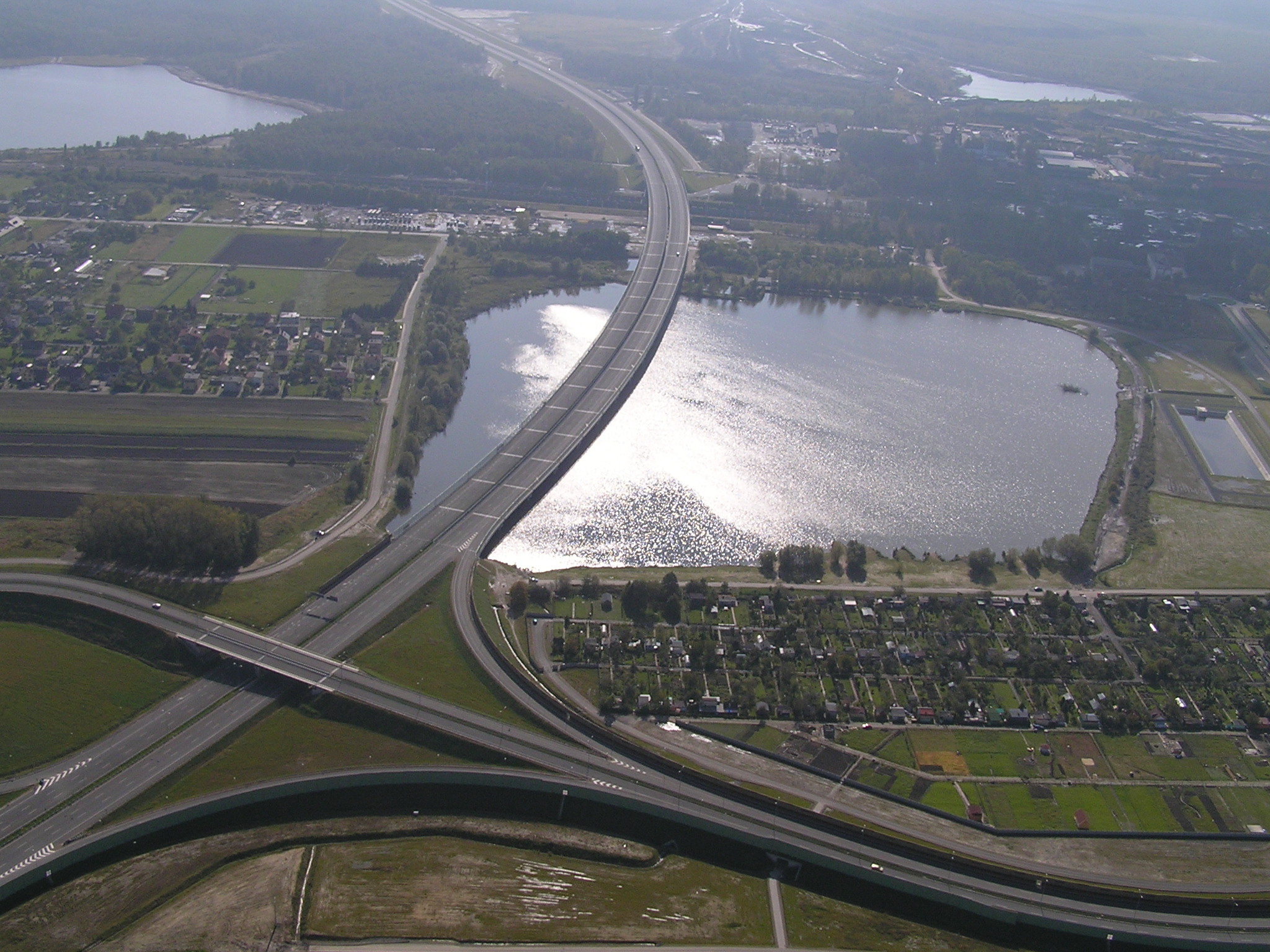
800 metrowa estakada A1 nad stawem Moczury w Knurowie (październik 2010)

### Transport kolejowy
Knurów był pozbawiony tras kolejowych do 1908 roku. Najważniejszą przyczyną przeprowadzenia przez Knurów linii kolejowej była budowa przez skarb państwa pruskiego Kopalni Węgla Kamiennego w Knurowie. Projekt trasy istniał w 1905 roku, który to łączył stację Gierałtowice z Orzeszem.
Już 15 lipca 1908 roku oddano do użytku sześciokilometrowy odcinek kolei żelaznej, łączący Knurów z Gierałtowicami, a 1 października 1909 roku przyłączono trasę prowadzącą z Knurowa do Rzędówki przez Szczygłowice o długości jedenastu kilometrów. Na początku cała linia od stacji Rzędówki do Gierałtowic (przebiegająca przez Knurów) była jednotorowa, jednak duża ilość przewozów zdecydowała o dobudowie drugiego toru.
W latach 60. XX wieku powstał przystanek osobowy Knurów Kopalnia, co było dużym udogodnieniem dla mieszkańców miasta, ponieważ znajdował się blisko centrum. Był tam budynek dworca z kasą biletową i poczekalnią oraz dwa perony. Korzystała z niego młodzież dojeżdżająca do rybnickich szkół średnich oraz do knurowskiej Szkoły Górniczej, a także pracownicy huty „Silesia”, rybnickiej Fabryki Maszyn „Ryfama”, rybniczanie pracujący w Zakładach Tworzyw Sztucznych Krywałd-Erg oraz pracownicy KWK Knurów i KWK Szczygłowice. W latach 1978–1979 knurowską linią kolejową kursowało 12 pociągów pasażerskich na dobę. Drugi przystanek osobowy Szczygłowice Kopalnia powstał na początku lat 90. XX wieku. Służył on głównie górnikom dojeżdżającym do pracy. Były tam dwa perony z blaszanymi wiatami. Stacja została zamknięta dla obsługi podróżnych 30 października 1998 roku, a wraz z tym zlikwidowano kasę biletową, poczekalnię oraz punkt gospodarczy. Identycznie działającą stację Knurów Szczygłowice zamknięto dla odprawy pasażerów w 1999 roku, a budynek dworca został wyburzony.
W wyniku zmian ustrojowych po 1989 r. nastąpiła redukcja kursów przez Knurów, a przewozy pasażerskie stopniowo ograniczano. W wyniku tego linia zaczęła podupadać, aż w 2001 r. została całkowicie wygaszona.
Obecnie, po remoncie torowiska, na knurowskiej linii kolejowej nr 149 znowu realizowane są przewozy towarowe i pasażerskie. Przez Knurów kursują pociągi obsługiwane przez PKP Cargo, PTKiGK Zabrze, PTKiGK Rybnik oraz Koleje Śląskie. Na stacji Knurów znajduje się, podlegający Dyrekcji PKP Cargo i Zakładowi Przewozów Towarowych w Rybniku, Punkt Rewizji Technicznej Knurów.
Istnieje połączenie pasażerskie Gliwice – Wisła Głębce, które prowadzi przez stację Knurów.

### Transport drogowy
Przez miasto przebiegają dwie drogi wojewódzkie: nr 921 oraz nr 924, istnieje też połączenie z drogą krajową DK 78. W obrębie miasta usytuowany jest też jeden z węzłów autostrady A1.

### Komunikacja miejska
Przez Knurów przebiegają linie autobusowe ZTM o numerach: M105, 8, 47, 58, 120, 194, 236, 610, 636, 694, M105. Do Rybnika oraz Czerwionki można się również dostać autobusami MZK Jastrzębie – liniami 302 i 303. Na terenie miasta znajduje się pięć postoi TAXI.

## Wspólnoty wyznaniowe

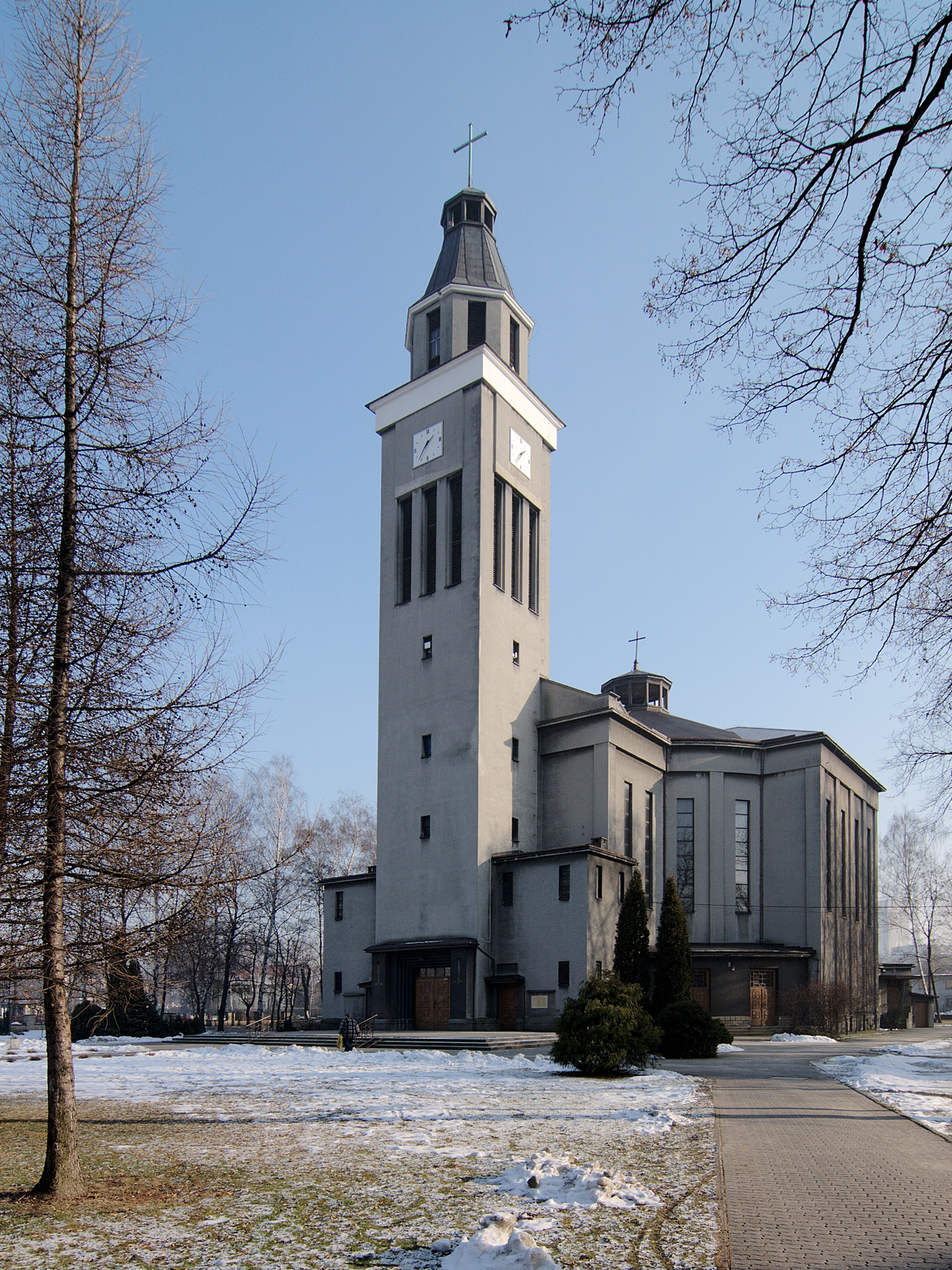
Kościół śś. Cyryla i Metodego

Na terenie Knurowa działalność religijną prowadzą następujące Kościoły i związki wyznaniowe:
- Kościół Boży w Chrystusie:

- Zbór „Nowe Życie”

- Kościół Chrześcijan Pełnej Ewangelii „Obóz Boży”:

- Kościół Chrystusa Króla

- Kościół rzymskokatolicki:

- parafia śś. Cyryla i Metodego
- parafia św. Antoniego
- parafia Matki Bożej Częstochowskiej
- parafia NMP Królowej Świata

- Świadkowie Jehowy (Sala Królestwa ul. Niepodległości 32)[28]:

- zbór Knurów-Południe
- zbór Knurów-Północ
- zbór Knurów-Zachód

## Kultura

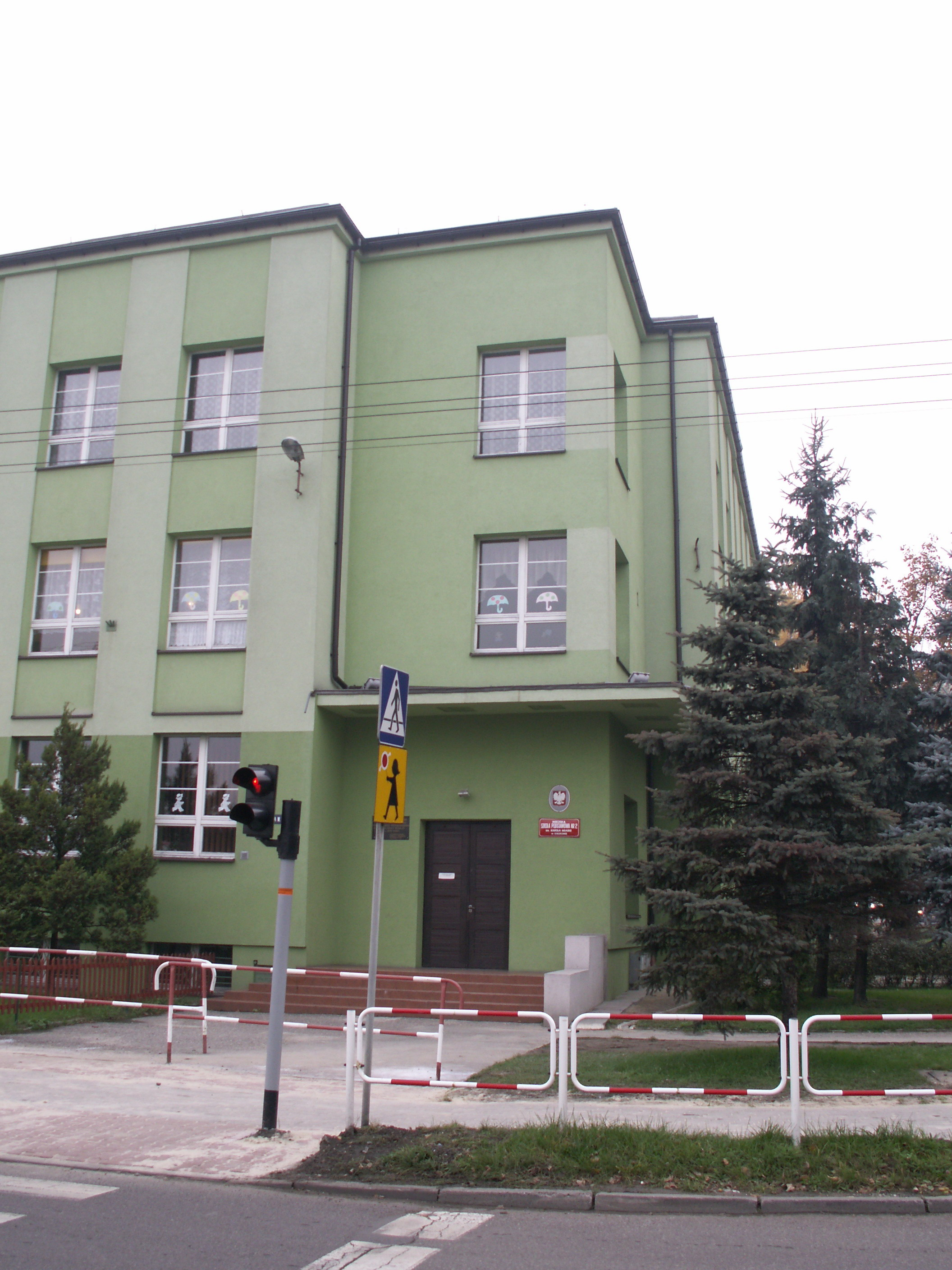
Miejska Szkoła Podstawowa nr 2

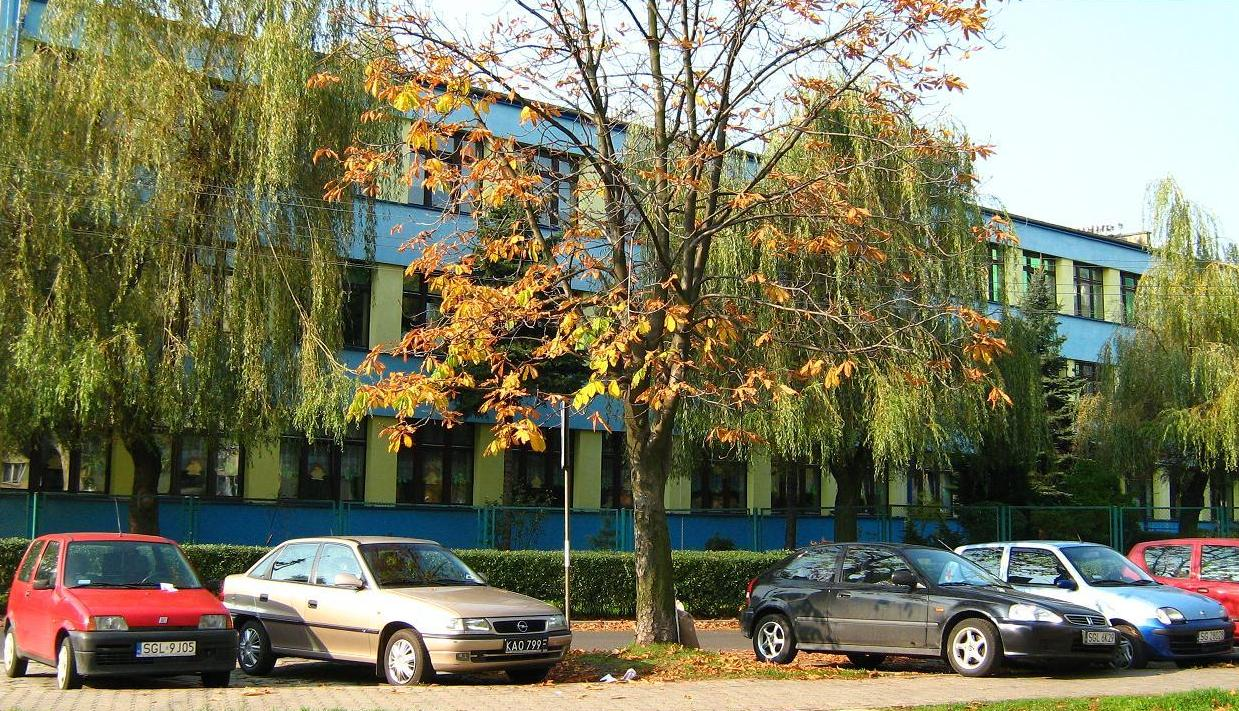
Miejska Szkoła Podstawowa nr 6 – obecnie znajduje się tam Miejskie Przedszkole nr 1

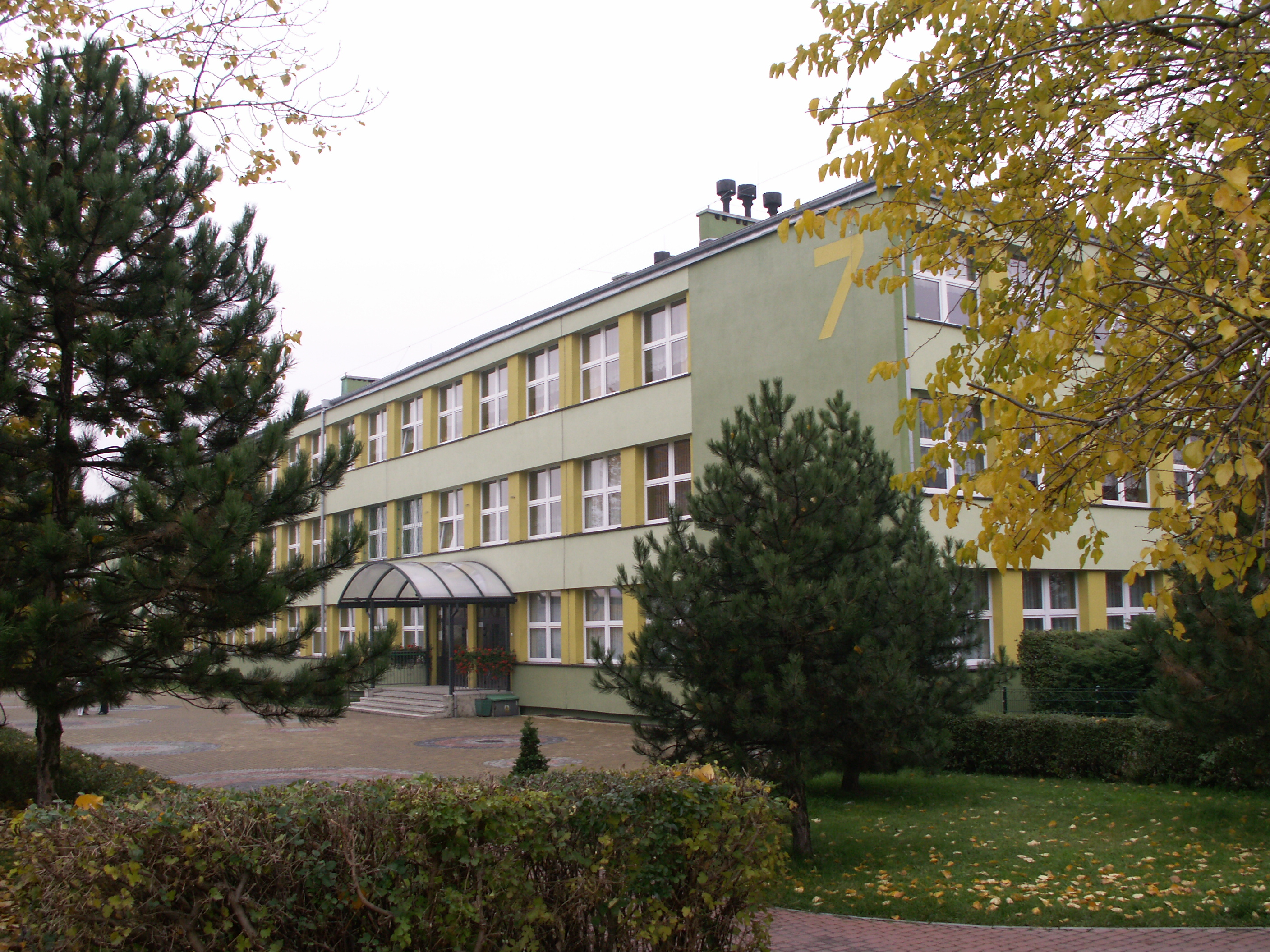
Miejska Szkoła Podstawowa nr 7

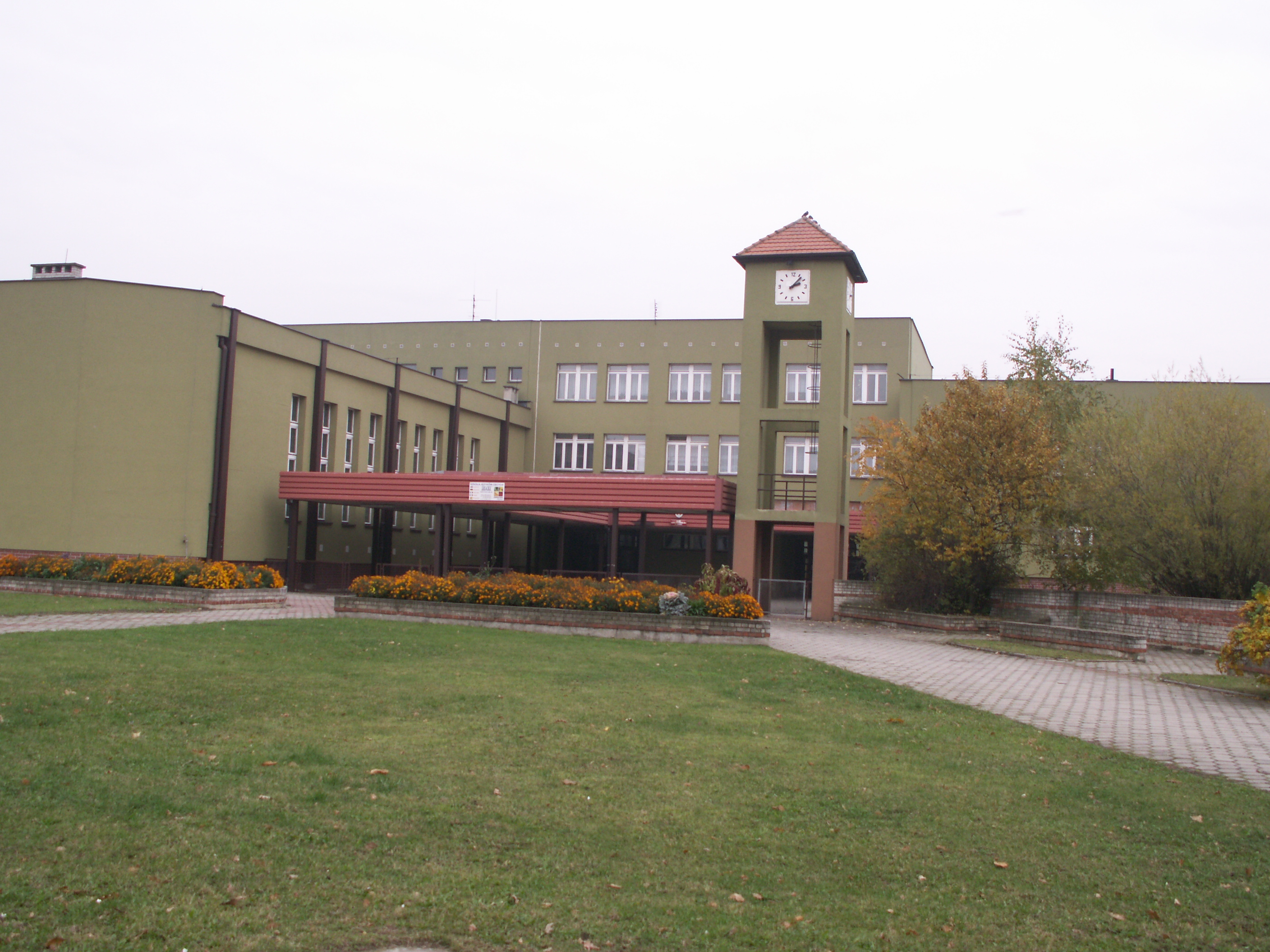
Miejska Szkoła Podstawowa nr 9

Najważniejszą instytucją z dziedziny kultury jest Centrum Kultury, które przygotowuje i realizuje całoroczną ofertę kulturalną miasta oraz prowadzi wystawy, koncerty i warsztaty dla młodzieży. Ponadto zarządza Kinem Scena Kultura, Domem Kultury w Szczygłowicach oraz od 1991 roku wydaje tygodnik Przegląd Lokalny. Kino Scena Kultura (nazwa od 2009 do chwili obecnej, wcześniej od 1997 Casino), powstało tuż przed wojną w budynku, gdzie mieścił się duży sklep Franciszka Konopki, który później z pełnym zaangażowaniem prowadził również kino.
Od 2004 roku działa Klub Kultury Lokalnej „Sztukateria”. Klub organizuje warsztaty taneczne, wieczory poetyckie, koncerty muzyki jazzowej i etnicznej. Kulturę w mieście organizuje również Izba Tradycji Górniczej, pełniąca funkcję nieformalnego muzeum Knurowa. W swych zbiorach posiada wiele unikatowych eksponatów i pamiątek ofiarowywanych przez okolicznych mieszkańców i instytucje. W Knurowie działają cztery biblioteki miejskie i dwie parafialne.
Knurów współpracuje także z miejscowym ośrodkiem artystycznym m.in. chórami Slavica Musa, Schola Cantorum, Męskim Zespołem Wokalnym Calvi Cantores, orkiestrą dętą KWK Knurów oraz tenorem Adamem Sobierajskim. Od 1996 roku funkcjonuje Zespół Folklorystyczny „Wrazidloki” – zdobywca wielu krajowych i międzynarodowych nagród, a od 2000 roku działa Zespół Taneczny „Fantazja”.
W Knurowie działa I Knurowska Drużyna Harcerska im. ks. Alojzego Koziełka oraz I Knurowska Gromada Zuchowa „Młodzi Odkrywcy”. Podlegają one pod Związek Harcerstwa Polskiego. Przy ulicy Feliksa Michalskiego 27 (za Miejską Szkołą Podstawową nr 3 im. Feliska Michalskiego) znajduje się harcerska wiata ogniskowa nazwana „Feliksówką”, nazwaną na cześć Feliksa Michalskiego.

## Oświata
Knurów, jako jedna z pierwszych gmin w Polsce na początku lat 90. przejęła prowadzenie szkół i placówek oświatowych. Obecnie w mieście znajduje się 8 przedszkoli, 7 szkół podstawowych, 2 licea ogólnokształcące, 2 technika, 1 szkoła branżowa, i 1 szkoła specjalna.
Przedszkola:
- Miejskie Przedszkole nr 1
- Miejskie Przedszkole nr 2
- Miejskie Przedszkole nr 3
- Miejskie Przedszkole nr 5 (Wchodzi w skład Zespołu Szkolno-Przedszkolnego)
- Miejskie Przedszkole nr 7
- Miejskie Przedszkole nr 10 (obecnie wchodzi w skład Miejskiego Przedszkola nr 7 – budynek przy ul. Ogana)
- Miejskie Przedszkole nr 12
- Miejskie Przedszkole nr 13 (Z oddziałem specjalnym i oddziałami integracyjnymi)

Szkoły podstawowe:
- Miejska Szkoła Podstawowa nr 1 im. Powstańców Śląskich
- Miejska Szkoła Podstawowa nr 2 im. Karola Miarki (z oddziałami integracyjnymi)
- Miejska Szkoła Podstawowa nr 3 im. Feliksa Michalskiego (wchodzi w skład Zespołu Szkolno-Przedszkolnego)[33]
- Miejska Szkoła Podstawowa nr 4
- Miejska Szkoła Podstawowa nr 6 im.Królowej Jadwigi
- Miejska Szkoła Podstawowa nr 7
- Miejska Szkoła Podstawowa nr 9

Licea ogólnokształcące:
- I Liceum Ogólnokształcące w Zespole Szkół im. Ignacego Jana Paderewskiego
- II Liceum Ogólnokształcące w Zespole Szkół Zawodowych nr 2

Technika:
- Technikum nr 1 w Zespole Szkół im. Ignacego Jana Paderewskiego
- Technikum nr 2 w Zespole Szkół Zawodowych nr 2

Szkoły branżowe:
- Branżowa Szkoła I Stopnia w Zespole Szkół Zawodowych nr 2

Szkoły specjalne:
- Zespół Szkół Specjalnych

## Sport i rekreacje

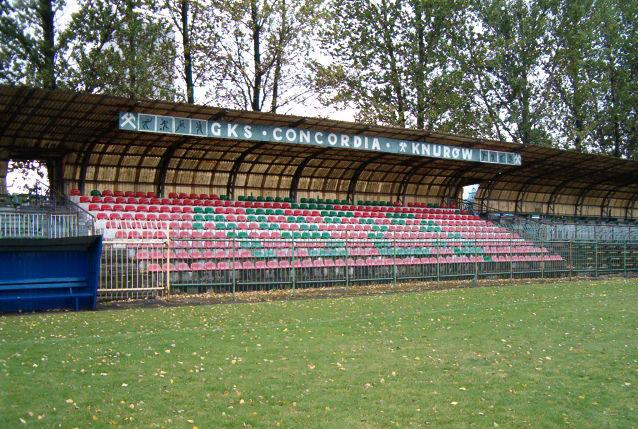
Stadion Miejski w Knurowie

19 marca 1919 roku w Knurowie utworzone zostało gniazdo najstarszej polskiej organizacji sportowej Polskiego Towarzystwa Gimnastycznego „Sokół”. Koło to podlegało organizacyjnie Towarzystwu Gimnastycznemu „Sokół” w Rybniku i należało do szeregu sekcji gimnastycznych śląskiego Sokoła. W roku 1920 knurowskie koło tej organizacji liczyło 50 członków.
Najstarszym działającym obecnie klubem sportowym w mieście jest Concordia Knurów. W sezonach 1986/1987 oraz 1987/1988 rozgrywali mecze barażowe o wejście do I ligi. Obecnie Concordia występuje w IV lidze. Najbardziej znanym i utytułowanym wychowankiem klubu jest Jerzy Dudek, który brał udział w Mistrzostwach Świata 2002 oraz wygrał Ligę Mistrzów.
Concordia Knurów prowadzi również sekcję boksu i tenisa stołowego. Pięściarze to wielokrotni medaliści drużynowych mistrzostw Polski, a ich największym sukcesem był tytuł mistrzowski wywalczony w 1996 roku. Wychowankowie, Zygmunt Gosiewski i Józef Gilewski, byli wielokrotnymi uczestnikami mistrzostw Europy oraz Świata. Kobieca sekcja tenisa stołowego bierze udział w rozgrywkach III Ligi Kobiet.
Sportami siłowymi zajmuje się Uczniowski Klub Sportowy Eugen, którego szkoleniowcem jest Eugeniusz Mehlich – mistrz Świata i Europy w wyciskaniu sztangi leżąc. W mieście działa również organizacja TKKF Szczygłowice prowadząca sekcję narciarstwa, żeglarstwa, siatkówki oraz pływania. Siatkarze TKKF występują w IV lidze piłki siatkowej mężczyzn. Młodzi pływacy zrzeszeni w TKKF uzyskują znaczące wyniki na Śląsku i w Polsce. Do najmłodszych klubów sportowych należy Olimp Szczygłowice oraz Upos Komart Knurów.
Aktualnie ważne miejsce w sportowym krajobrazie miasta zajmuje bieganie. Miłośników biegania zrzeszają Klub Biegacza „Sokół” i Amatorski Klub Biegacza, który corocznie we wrześniu współorganizuje na terenie Knurowa 10-kilometrowy Międzynarodowy Bieg Uliczny będący zarazem Mistrzostwami Polski Górników. Knurowscy biegacze znani są też w Polsce z organizacji wielu inicjatyw biegowych m.in. Pielgrzymki Biegowej do grobu Jerzego Popiełuszki, Biegu Pamięci Jana Pawła II, Sztafety na Przystanek Woodstock i Biegu z okazji Orkiestry Świątecznej Pomocy.
Wizytówką miasta jest Oddział Miejski WOPR, istniejący od 1978 roku. Knurowscy ratownicy wodni to ośmiokrotni drużynowi mistrzowie Śląska.
Kluby sportowe:
- Concordia Knurów – piłka nożna, boks, tenis stołowy
- Olimp Szczygłowice – piłka nożna
- Upos Komart Knurów – futsal
- TKKF Szczygłowice – siatkówka, pływanie i inne
- SPS Knurów – siatkówka
- Uczniowski Klub Sportowy Eugen – sporty siłowe

Najważniejsze obiekty sportowe:
- Kompleks Stadionów Miejskich
- Hala Widowiskowo-Sportowa w Szczygłowicach
- Hala Sportowa przy Alei Lipowej
- Lodowisko Sezonowe
- Pływalnia kryta AquaRelax
- Basen kąpielowy otwarty „Leśne Zacisze”
- Obiekty należące do placówek oświatowych: boiska ze sztuczną nawierzchnią, korty do tenisa

Przez Knurów przebiega szlak turystyczny:
- – Szlak Okrężny wokół Gliwic

## Miasta partnerskie
- Svit (Słowacja) – oficjalnie od lutego 2000, jednak kontakty były nawiązywane już wcześniej (jedną z form były wymiany młodzieży)[potrzebny przypis]
- Kazincbarcika (Węgry) – oficjalnie od 12 listopada 1996. Głównymi elementami współpracy są wizyty: między innymi w Knurowie gościły węgierskie drużyny piłkarskie, zaś Kazincbarcikę odwiedził zespół „Wrazidloki” i Orkiestra Dęta KWK „Knurów”. Tworzone są także izby pamięci (Węgierska Izba Pamięci mieści się w Przedszkolu nr 12)[potrzebny przypis].